# Universidade de Erlangen-Nuremberga

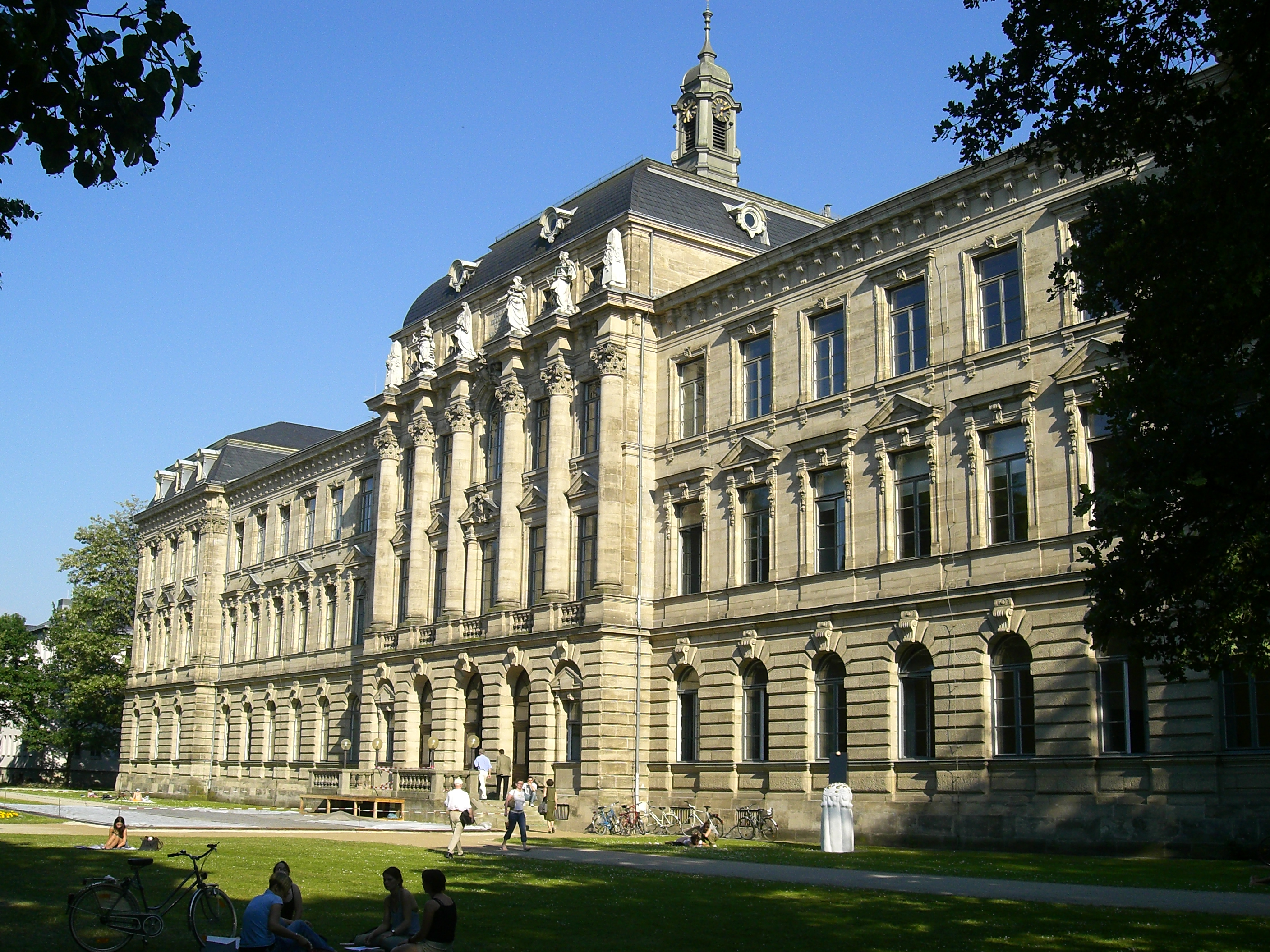
Kollegienhaus
Uma das construções mais antigas da universidade

A Universidade de Erlangen-Nuremberg (português brasileiro) ou Erlangen-Nuremberga (português europeu) (em alemão: Friedrich-Alexander-Universität Erlangen-Nürnberg) é um estabelecimento de ensino superior alemão no estado da Baviera, fundado em 1742 na cidade de Bayreuth e transferido para Erlangen em 1743.
É a segunda maior universidade da Baviera, com mais de 270 cadeiras catedráticas distribuídas em 5 faculdades que oferecem 132 cursos, 500 professores, aproximadamente 1.700 docentes e com mais de 10.000 funcionários. O reitor da universidade é Prof. Dr. Karl-Dieter Grüske. Atualmente estão matriculados cerca de 26.000 estudantes, sendo 17.500 estudantes em Erlangen e 6.500 em Nuremberga. Cerca de 80 % dos alunos provem da região histórica Francônia.
Desde 1° de outubro de 2007 a Universidade é dividida nas seguintes 5 faculdades:
- Faculdade de Filosofia e Teologia
- Faculdade de Direito e Ciências Econômicas
- Faculdade de Medicina
- Faculdade de Ciências Naturais
- Faculdade de Engenharia

Até 30 de setembro de 2007 a universidade era dividida nas seguintes faculdades:
- Faculdade de Pedagogia
- Faculdade de Direito
- Faculdade de Medicina
- Faculdade de Ciências Naturais I (Matemática, Física)
- Faculdade de Ciências Naturais II (Biologia, Química, Farmacologia)
- Faculdade de Ciências Naturais III (Geociências)
- Faculdade de Filosofia I (Filosofia, História, Ciências Sociais)
- Faculdade de Filosofia II (Linguística, Literatura)
- Faculdade de Engenharia
- Faculdade de Teologia
- Faculdade de Economia e Ciências Sociais

A Faculdade de Economia e Ciências Sociais localiza-se em Nuremberga, onde o ex-chanceler alemão e ministro da economia Ludwig Erhard estudou e lecionou. A faculdade forma administradores, economistas e cientista da computação industrial, além de ter uma excelente reputação nacional.

## Fonte
- Universities and research institutions in Nuremberg and the region. Acesso em 2 de março de 2008.